# Вил Скелтон
Вил Скелтон (енгл. Will Skelton; 3. мај 1992) професионални је рагбиста који тренутно игра за Варатасе у најјачој лиги на свету. Иако је рођен у Окленду, Скелтон игра за Аустралију.

## Биографија
Висок 203 цм, тежак 140 кг, Скелтон је пре Варатаса играо за Сиднеј Старс. За репрезентацију Аустралије одиграо је 14 тест мечева и постигао 2 есеја.